# Новоселки (село, городской округ Ступино)
Новоселки — село в Ступинском районе Московской области в составе Леонтьевского сельского поселения (до 2006 года входила в Алфимовский сельский округ). На 2015 год Новоселки, фактически, дачный посёлок: при 13 жителях в деревне 1 улица, 3 переулка и 4 садовых товарищества.

## История
Постановлением Губернатора Московской области от 22 февраля 2019 года № 78-ПГ категория населённого пункта изменена с «деревня» на «село».

## Население
| 2002 | 2006 | 2010 |
| ---- | ---- | ---- |
| 22   | ↘5   | ↗13  |

Новоселки расположено на востоке района, через деревню протекает река Сукуша, высота центра деревни над уровнем моря — 157 м. Ближайшие населённые пункты: Алфимово — в 2,5 км на восток, Еганово в 0,5 км севернее и Новоеганово — менее чем в километре на запад, там же находится железнодорожная станция Яганово Большого кольца Московской железной дороги.